# Махмуд Хесаби
Сајед Махмуд Хесаби (персијски: سید محمود حسابی‎‎, 23. фебруар 1903 — 3. септембар 1992) био је ирански нуклеарни физичар и сенатор. Био је министар образовања у Ирану у кабинету премијера Мохамеда Мосадика од 1951. до 1952. године.

## Биографија
Хесаби је рођен у Техерану у породици Абаса и Гохаршад Хесаби. Родни град његове породице је Тафреш у Централном Ирану. Кад је имао четири године, његова породица се преселила у Бејрут, где је Хесаби похађао основну школу. Још увек је био у средњој школи кад је Први светски рат проузроковао затварање његове школе. Хесаби је наставио студије код куће и 1922. године је дипломирао као инжењер путева на Америчком универзитету у Бејруту. Пошто је кратко био запослен у Министарству путева у Бејруту, Хесаби је отпутовао у Париз ради даљег образовања, где је дипломирао као инжењер електротехнике на Високој школи електрике (École Superieure d'Electricité) и касније стекао докторат из електротехнике 1927. године. У Паризу је радио са Еме Котоном. У Техерану је Хесаби био повезан са Универзитетом у Техерану и организовао је научне и инжењерске факултете на универзитету. Предавао је Аленуши Теријан док је студирала на Универзитету у Техерану. У јуну 1951. Хесаби је именован за припадника трочланог покрајинског одбора иранске нафтне компаније, која је била планирани наследник Англо-иранске нафтне компаније. У децембру 1951. заменио је Карима Санџабија на положају министра образовања. Између 1961. и 1969. Хесаби је био ирански представник у Научном и техничком подкомитету комитета Уједињених нација за мирољубиво коришћење свемира.

## Одабрана дела
- Hessaby M. (1947). „Continuous Particles”. Proceedings of the National Academy of Sciences of the United States of America. 33 (6): 189—194. PMC 1079021 . PMID 16588741. doi:10.1073/pnas.33.6.189 .
- Hessaby M. (1. 5. 1948). „Theoretical Evidence for the Existence of a Light-Charged Particle of Mass Greater than That of the Electron”. Phys. Rev. 73 (9=): 1128. doi:10.1103/PhysRev.73.1128.